# Национальный траур

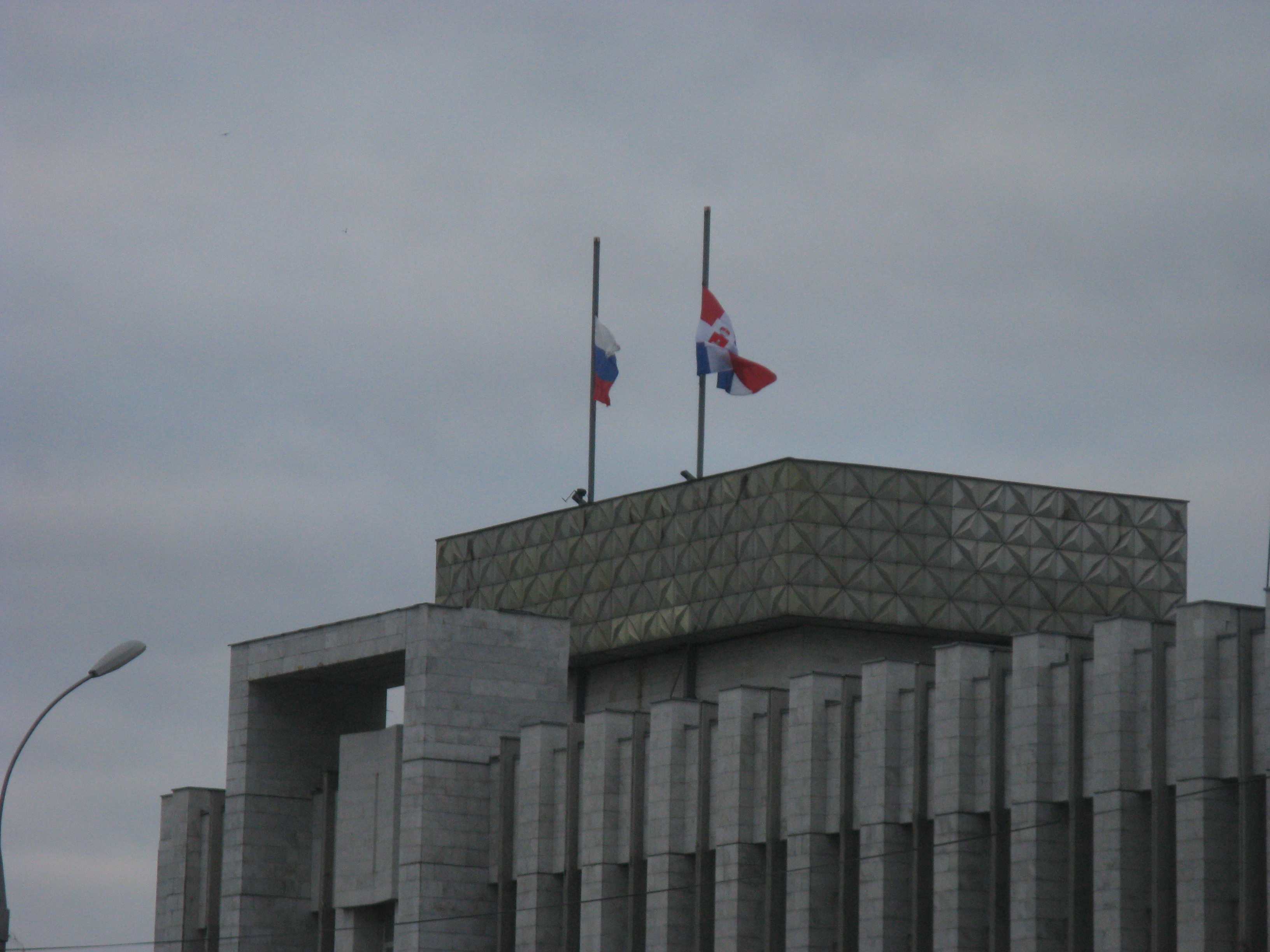
День траура в России после катастрофы Ту-154 под Смоленском. Приспущенные флаги на здании администрации Пермского края

Национа́льный (госуда́рственный) тра́ур — объявляемый властями государства для выражения скорби в стране день (день национального траура) или больший отрезок времени. Как способ выражения скорби, в течение периода траура могут быть приспущены флаги; могут проводиться специальные образовательные программы в школах; развлекательные мероприятия могут быть ограничены, вплоть до полного закрытия развлекательных учреждений. Хотя национальный траур объявляется во многих странах, чёткие критерии обычно не зафиксированы законодательно. Традиционно, печальным событием, влекущим объявление траура, может быть смерть и похороны государственных деятелей и национальных героев, а также события, вызвавшие многочисленные человеческие жертвы — стихийные бедствия, катастрофы, теракты и войны.

### Польша

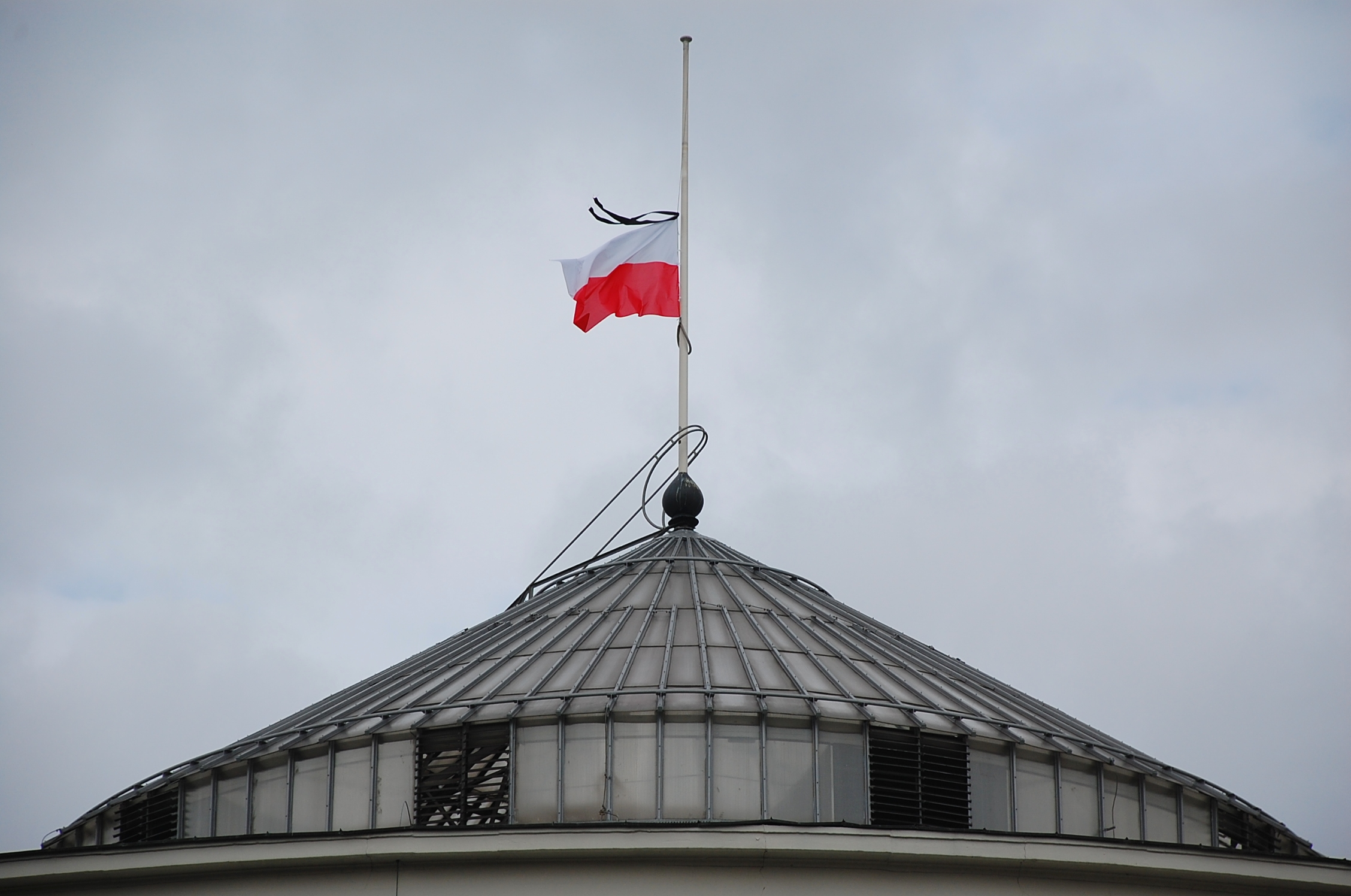
Приспущенный национальный флаг на здании Сейма. 10 апреля 2010 года

### Российская Федерация

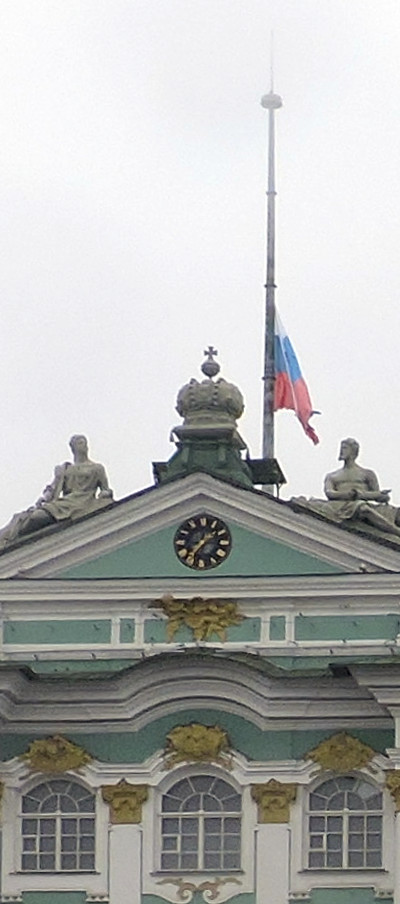
Приспущенный флаг над Зимним дворцом в дни траура 2015 года

## Национальный траур по странам

### Австрия
| Дата              | Событие                           | Жертвы                   | Примечания  |
| ----------------- | --------------------------------- | ------------------------ | ----------- |
| 12—13 ноября 2000 | Пожар на фуникулёре в Капруне     | 155                      | [ 2 ] [ 3 ] |
| 7—10 июля 2004    | Смерть Президента Томаса Клестиля | 1                        | [ 4 ]       |
| 3—5 ноября 2020   | Теракты в Вене                    | 5 (включая террориста)   | [ 5 ]       |
| 11-13 июня 2025   | Стрельба в школе в Граце          | 11 (включая нападавшего) | [ 6 ]       |

### Беларусь
| Дата            | Событие                                | Жертвы | Примечания                                          |
| --------------- | -------------------------------------- | ------ | --------------------------------------------------- |
| 1—2 июня 1999   | Давка на Немиге                        | 53     | [ 7 ]                                               |
| 13 апреля 2011  | Террористический акт в Минском метро   | 15     | [ 8 ]                                               |
| 6—9 марта 2013  | смерть Уго Чавеса                      | 1      | Траур был объявлен в знак солидарности с Венесуэлой |
| 26 декабря 2016 | Катастрофа Ту-154 под Сочи             | 92     | Траур был объявлен в знак солидарности с Россией    |
| 28 марта 2018   | Пожар в торговом центре «Зимняя вишня» | 64     | Траур был объявлен в знак солидарности с Россией    |

### Бельгия
| Дата             | Событие                                 | Жертвы | Примечания                           |
| ---------------- | --------------------------------------- | ------ | ------------------------------------ |
| 16 марта 2012    | Катастрофа автобуса у Сьера (Швейцария) | 28     | Среди жертв 22 ребёнка из Бельгии    |
| 23—25 марта 2016 | Теракты в Брюсселе                      | 38     | [ 13 ]                               |
| 20 июля 2021     | Наводнения в Европе                     | 240+   | Среди жертв — не менее 36 бельгийцев |

### Великобритания
| Дата                       | Событие                                           | Жертвы | Примечания                                   |
| -------------------------- | ------------------------------------------------- | ------ | -------------------------------------------- |
| 22 января — 2 февраля 1901 | смерть королевы Виктории                          | 1      | [ источник не указан 1771 день ]             |
| 20 — 28 января 1936        | смерть короля Георга V                            | 1      | [ источник не указан 1771 день ]             |
| 6 — 15 февраля 1952        | смерть короля Георга VI                           | 1      | [ источник не указан 1771 день ]             |
| 24 января 1965             | смерть Уинстона Черчилля                          | 1      | [ 15 ]                                       |
| 6 сентября 1997            | гибель принцессы Дианы                            | 3      | Траур объявлен неофициально                  |
| 14 сентября 2001           | Террористические акты в США 11 сентября 2001 года | 2977   | Траур был объявлен в знак солидарности с США |
| 8 июля 2005                | Взрывы в Лондоне                                  | 52     | [ 16 ]                                       |
| 9—17 апреля 2021           | смерть принца Филиппа                             | 1      | [ 17 ]                                       |
| 8—19 сентября 2022         | смерть королевы Елизаветы II                      | 1      |                                              |

### Германия
| Дата             | Событие                                           | Жертвы | Примечания                     |
| ---------------- | ------------------------------------------------- | ------ | ------------------------------ |
| 28 июля 2000     | Катастрофа «Конкорда»                             | 113    | Погибли 96 граждан Германии    |
| 12 сентября 2001 | Террористические акты в США 11 сентября 2001 года | 2977   | В знак солидарности с США.     |
| 12 марта 2009    | Массовое убийство в Виннендене                    | 15     | [ 19 ]                         |
| 25 марта 2015    | Катастрофа A320 под Динь-ле-Беном                 | 150    | Погибли 72 гражданина Германии |

### Италия
| Дата             | Событие                                                         | Жертвы        | Примечания                          |
| ---------------- | --------------------------------------------------------------- | ------------- | ----------------------------------- |
| 13 ноября 2003   | Теракт в штаб-квартире итальянских карабинеров в Насирии (Ирак) | 28            | Погибли 19 итальянцев               |
| 27 августа 2009  | Землетрясение в Л’Акуиле                                        | 308           | [ 22 ]                              |
| 4 июня 2012      | Землетрясения в Эмилия-Романья                                  | 30            | Более 100 человек пропали без вести |
| 30 июля 2013     | ДТП с автобусом                                                 | 38            | [ 24 ]                              |
| 28 ноября 2013   | Наводнение в Сардинии                                           | 18            | [ 25 ]                              |
| 27 августа 2016  | Землетрясение в Центральной Италии                              | 295           | [ 26 ]                              |
| 9 сентября 2016  | Смерть бывшего президента Италии Карло Адзельо Чампи            | 1             |                                     |
| 18 августа 2018  | Обрушение виадука в Генуе                                       | 43            | [ 27 ]                              |
| 31 марта 2020    | Пандемия COVID-19 в Италии                                      | более 100 000 | [ 28 ]                              |
| 14 июня 2023     | Смерть Сильвио Берлускони                                       | 1             | [ 29 ]                              |
| 10 июля 2023     | Смерть Арнальдо Форлани                                         | 1             | [ 30 ]                              |
| 26 сентября 2023 | Смерть Джорджо Наполитано                                       | 1             | [ 31 ]                              |

### Казахстан
| Дата             | Событие                                          | Жертвы | Примечания |
| ---------------- | ------------------------------------------------ | ------ | ---------- |
| 21 сентября 2006 | Взрыв и пожар на шахте имени Ленина              | 41     | [ 32 ]     |
| 13 января 2008   | Взрыв и пожар на шахте Абайская                  | 30     | [ 32 ]     |
| 16 марта 2010    | Прорыв плотины в Кызылагаше                      | 45     | [ 32 ]     |
| 5 июня 2012      | Массовое убийство на погранпосту «Арканкерген»   | 15     | [ 32 ]     |
| 27 декабря 2012  | Катастрофа Ан-72 под Шымкентом                   | 27     | [ 32 ]     |
| 31 января 2013   | Катастрофа CRJ-200 под Алма-Атой                 | 21     | [ 32 ]     |
| 9 июня 2016      | Теракт в Актобе                                  | 7      | [ 32 ]     |
| 28 декабря 2019  | Катастрофа Fokker 100 под Алма-Атой              | 13     | [ 32 ]     |
| 13 июля 2020     | Пандемия COVID-19 в Казахстане                   | 13 210 | [ 32 ]     |
| 29 августа 2021  | Взрывы в воинской части в Жамбылской области     | 13     | [ 33 ]     |
| 10 января 2022   | Массовые беспорядки в нескольких регионах страны | 242    | [ 34 ]     |
| 12 июня 2023     | Лесные пожары на территории области Абай         | 14     | [ 35 ]     |
| 29 октября 2023  | Взрыв и пожар на шахте имени Костенко            | 46     |            |

### Кыргызстан
| Дата             | Событие                                  | Жертвы     | Примечания                                        |
| ---------------- | ---------------------------------------- | ---------- | ------------------------------------------------- |
| 14 июня 2008     | смерть Чингиза Айтматова                 | 1          | [ 36 ]                                            |
| 26 августа 2008  | Катастрофа Boeing 737 под Бишкеком       | 65         |                                                   |
| 7 октября 2008   | Землетрясение в Алайском районе          | 75         |                                                   |
| 30 июля 2020     | Пандемия COVID-19 в Киргизии             | более 2000 | [ 37 ]                                            |
| 1—2 мая 2021     | Конфликт на киргизско-таджикской границе | 36         | [ 39 ]                                            |
| 23 августа 2022  | ДТП в Ульяновской области                | 16         | Погибли 14 граждан Киргизии и 2 гражданина России |
| 19 сентября 2022 | Конфликт на киргизско-таджикской границе | 63         | [ 40 ]                                            |

### КНДР
| Дата                    | Событие                                         | Жертвы | Примечания    |
| ----------------------- | ----------------------------------------------- | ------ | ------------- |
| 11—19 сентября 1976     | смерть председателя КНР и КПК Мао Цзэдуна       | 1      | [ 41 ] [ 42 ] |
| 5—11 мая 1980           | смерть президента Югославии Иосипа Броза Тито   | 1      | [ 41 ]        |
| 12—15 февраля 1982      | смерть председателя СССР Л. И. Брежнева         | 1      | [ 41 ]        |
| 11—12 февраля 1984      | смерть председателя СССР Ю. В. Андроповаа       | 1      | [ 41 ]        |
| 9 июля 1994—8 июля 1997 | смерть президента КНДР Ким Ир Сена              | 1      | [ 43 ]        |
| 19—29 декабря 2011      | смерть лидера КНДР Ким Чен Ира                  | 1      | [ 44 ]        |
| 28—30 ноября 2016       | смерть лидера кубинской революции Фиделя Кастро | 1      | [ 45 ]        |

### Латвия
| Дата              | Событие                                    | Жертвы | Примечания |
| ----------------- | ------------------------------------------ | ------ | ---------- |
| 23—25 ноября 2013 | Обрушение торгового центра «Maxima» в Риге | 54     | [ 46 ]     |

### Сербия
| Дата                     | Событие                                                          | Жертвы   | Примечания                                  |
| ------------------------ | ---------------------------------------------------------------- | -------- | ------------------------------------------- |
| 13—16 марта 2003         | Убийство Зорана Джинджича                                        | 1        | [ 47 ]                                      |
| 21 марта 2004            | Погромы сербов, сожжение церквей и монастырей в Косово и Метохии | около 30 | [ 48 ]                                      |
| 18 ноября—19 ноября 2009 | Кончина патриарха Павла                                          | 1        |                                             |
| 10 апреля 2013           | Массовое убийство в Велика-Иванче                                | 13       | [ 49 ]                                      |
| 21—23 мая 2014           | Наводнение на Балканах                                           | 50+      | Среди жертв 27 граждан Сербии               |
| 15 марта 2015            | Катастрофа Ми-17                                                 | 7        | Среди жертв — младенец                      |
| 20—22 ноября 2020        | Смерть Патриарха Сербского Иринея                                | 1        | [ 52 ]                                      |
| 5—7 мая 2023             | Массовое убийство в школе имени Владислава Рибникара             | 9        | Траур объявлен также в Боснии и Герцеговине |

### СССР (государственный траур)
| Дата               | Событие                             | Жертвы        | Примечания |
| ------------------ | ----------------------------------- | ------------- | ---------- |
| 21—27 января 1924  | Смерть и похороны В. И. Ленина      | 1             | [ 55 ]     |
| 6—9 марта 1953     | Смерть и похороны И. В. Сталина     | 1             | [ 56 ]     |
| 12—15 ноября 1982  | Смерть и похороны Л. И. Брежнева    | 1             | [ 57 ]     |
| 11—14 февраля 1984 | Смерть и похороны Ю. В. Андропова   | 1             | [ 58 ]     |
| 11—13 марта 1985   | Смерть и похороны К. У. Черненко    | 1             | [ 59 ]     |
| 10 декабря 1988    | Спитакское землетрясение            | 25 000—45 000 | [ 60 ]     |
| 5 июня 1989        | Железнодорожная катастрофа под Уфой | 575           | [ 61 ]     |

### США

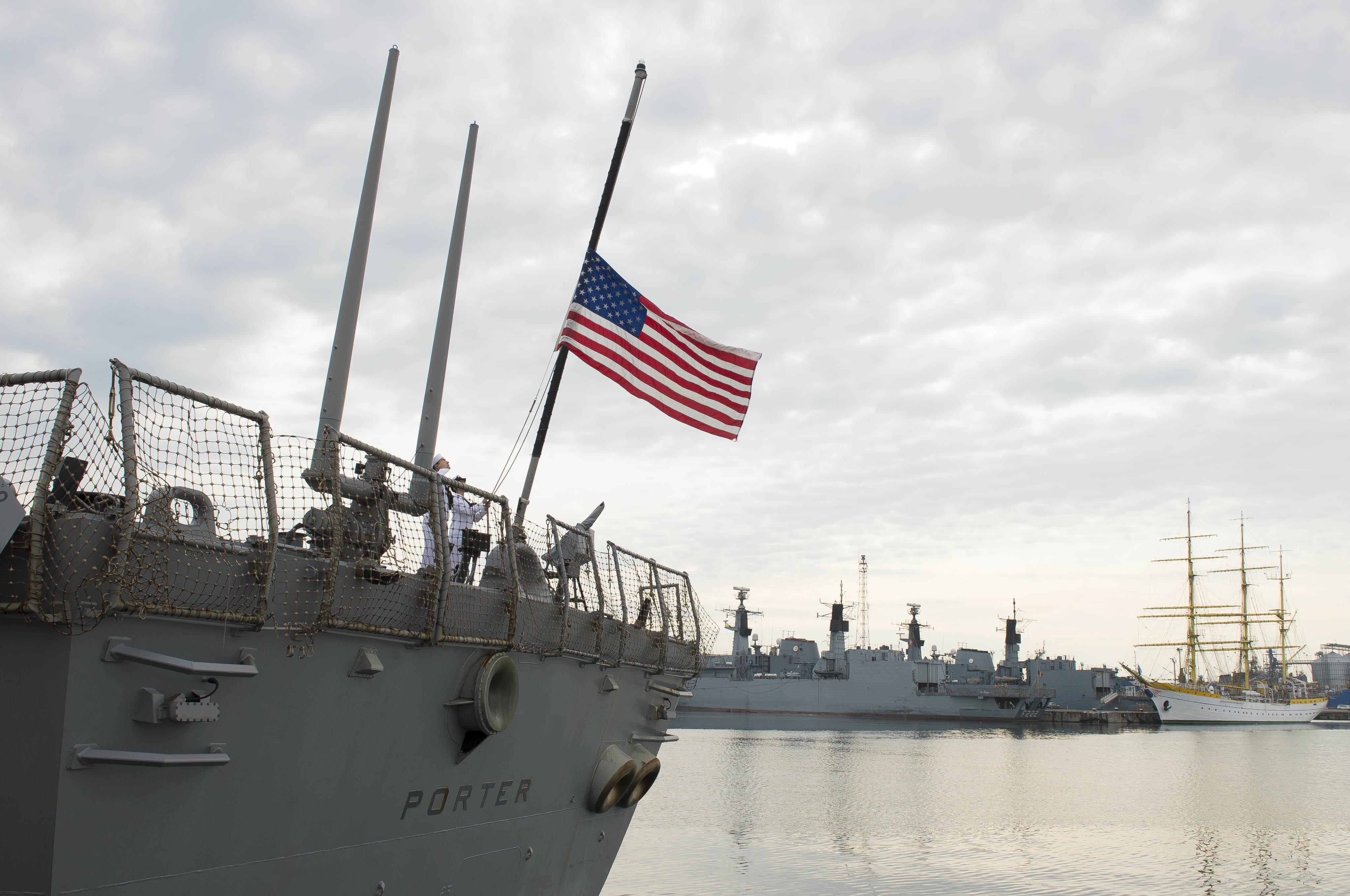
Приспущенный флаг корабля ВМФ США в день национального траура

| Дата                  | Событие                                                     | Жертвы | Примечания                       |
| --------------------- | ----------------------------------------------------------- | ------ | -------------------------------- |
| 1 июня 1865           | Убийство 16-го президента США Авраама Линкольна             | 1      | [ 62 ] [ 63 ]                    |
| 26 сентября 1881      | Смерть 20-го президента США Джеймса Гарфилда                | 1      | [ 64 ]                           |
| 19 сентября 1901      | Убийство 25-го президента США Уильяма Мак-Кинли             | 1      | [ 65 ]                           |
| 4 июля 1924           | Смерть 28-го президента США Вудро Вильсона                  | 1      | [ источник не указан 1771 день ] |
| 14 апреля 1945        | Смерть 32-го президента США Франклина Рузвельта             | 1      | [ источник не указан 1771 день ] |
| 25 ноября 1963        | Убийство 35-го президента США Джона Кеннеди                 | 1      | [ 66 ]                           |
| 31 марта 1969         | Смерть 34-го президента США Дуайта Эйзенхауэра              | 1      | [ 67 ]                           |
| 28 декабря 1972       | Смерть 33-го президента США Гарри Трумэна                   | 1      | [ 68 ]                           |
| 11 сентября 1983      | Катастрофа Boeing 747 над Сахалином                         | 269    | Среди жертв — 62 американца      |
| 25 мая 1987           | Кораблекрушение USS Stark (FFG-31)                          | 37     | [ 70 ]                           |
| 26 апреля 1994        | Смерть 37-го президента США Ричарда Никсона                 | 1      | [ источник не указан 1771 день ] |
| 23 апреля 1995        | Теракт в Оклахома-Сити                                      | 168    | [ 71 ]                           |
| 20 апреля 1999        | Массовое убийство в школе «Колумбайн»                       | 13     | [ источник не указан 1771 день ] |
| 12 — 14 сентября 2001 | Теракты 11 сентября 2001 года                               | 2977   | [ 72 ]                           |
| 1 февраля 2003        | Катастрофа шаттла «Колумбия»                                | 7      | [ 73 ]                           |
| 11 июня 2004          | Смерть 40-го президента США Рональда Рейгана                | 1      | [ 74 ]                           |
| 4 — 5 сентября 2005   | Ураган Катрина                                              | 1836   | [ 75 ]                           |
| 2 января 2007         | Смерть 38-го президента США Джеральда Форда                 | 1      | [ 76 ]                           |
| 17 апреля 2007        | Массовое убийство в Виргинском политехническом институте    | 33     | [ 77 ]                           |
| 7 — 12 ноября 2009    | Массовое убийство на военной базе Форта-Худ                 | 13     | [ 78 ]                           |
| 20—25 июля 2012       | Массовое убийство в городе Орора                            | 12     | [ 79 ]                           |
| 16—20 декабря 2012    | Массовое убийство в начальной школе «Сэнди-Хук»             | 28     | [ 80 ]                           |
| 12—16 июня 2016       | Массовое убийство в гей-клубе в Орландо                     | 50     | [ 81 ]                           |
| 4—8 октября 2017      | Массовое убийство в Лас-Вегасе                              | 59     | [ 82 ]                           |
| 5 декабря 2018        | Смерть 41-го президента США Джорджа Буша — старшего         | 1      | [ 83 ]                           |
| 6 мая 2023            | Массовое убийство в торговом центре «Allen Premium Outlets» | 15     | [ 84 ]                           |
| 9 января 2025         | Смерть 39-го президента США Джимми Картера                  | 1      | [ 85 ]                           |

### Узбекистан
| Дата                | Событие                                       | Жертвы | Примечания |
| ------------------- | --------------------------------------------- | ------ | ---------- |
| 18 февраля 1999     | Теракт в Ташкенте 16 февраля 1999 года        | 16     |            |
| 15 января 2004      | Катастрофа Як-40 в Ташкенте                   | 37     |            |
| 3 — 5 сентября 2016 | Смерть президента Узбекистана Ислама Каримова | 1      | [ 86 ]     |

### Украина
| Дата               | Событие                                                                        | Жертвы    | Примечания                                       |
| ------------------ | ------------------------------------------------------------------------------ | --------- | ------------------------------------------------ |
| 12 июня 1992       | Авария на шахте Суходольская-Восточная                                         | 63        | [ 87 ]                                           |
| 6 апреля 1998      | Авария на «Шахте им. Скочинского»                                              | 63        | [ 88 ]                                           |
| 17 августа 1998    | Авария на шахте имени XIX съезда КПСС                                          | 24        | [ 89 ]                                           |
| 26 мая 1999        | Авария на шахте имени Засядько                                                 | 50        | [ 90 ]                                           |
| 13—14 марта 2000   | Авария на шахте имени Н. П. Баракова                                           | 81        | [ 91 ]                                           |
| 21 августа 2001    | Авария на шахте имени Засядько                                                 | 55        |                                                  |
| 9 июля 2002        | Авария на шахте «Украина»                                                      | 35        | [ 92 ]                                           |
| 29 июля 2002       | Скниловская трагедия                                                           | 77        | [ источник не указан 1770 дней ]                 |
| 3 августа 2002     | Авария на шахте имени Засядько                                                 | 20        | [ источник не указан 1770 дней ]                 |
| 26 декабря 2002    | Катастрофа Ан-140 под Эрдестаном (Иран)                                        | 44        | [ источник не указан 1770 дней ]                 |
| 21—22 июля 2004    | Авария на шахте «Краснолиманская»                                              | 37        | [ 93 ]                                           |
| 4 сентября 2004    | Захват заложников в Беслане                                                    | 333       | Траур был объявлен в знак солидарности с Россией |
| 8 апреля 2005      | Смерть Папы Римского Иоанна Павла II                                           | 1         | [ 94 ]                                           |
| 23 августа 2006    | Катастрофа Ту-154 под Донецком                                                 | 170       | [ 95 ]                                           |
| 16 октября 2007    | Взрыв газа в жилом доме в Днепропетровске                                      | 23        | [ 96 ]                                           |
| 20—22 ноября 2007  | Авария на шахте имени Засядько                                                 | 101       | [ 97 ]                                           |
| 30 апреля 2008     | Катастрофа Ми-8                                                                | 20        | [ 98 ]                                           |
| 26 декабря 2008    | Взрыв газа в жилом доме в Евпатории                                            | 21        | [ 99 ]                                           |
| 12 апреля 2010     | Гибель президента Польши Леха Качиньского в авиакатастрофе                     | 97        | Траур объявлен в знак солидарности с Польшей     |
| 13 октября 2010    | ДТП на железнодорожном переезде                                                | 45        | [ 101 ]                                          |
| 31 июля 2011       | Авария на шахте Суходольская-Восточная                                         | 26        | [ 102 ]                                          |
| 20—23 февраля 2014 | Евромайдан                                                                     | Более 100 | [ 103 ]                                          |
| 3—4 мая 2014       | Вооружённые столкновения на востоке Украины и пожар в одесском Доме профсоюзов | 5 и 48    | [ 104 ]                                          |
| 15 июня 2014       | Катастрофа Ил-76 в Луганске                                                    | 49        | [ 105 ]                                          |
| 15 января 2015     | Обстрел автобуса под Волновахой                                                | 12        | [ 106 ]                                          |
| 20 января 2015     | Бои за Донецкий аэропорт                                                       | 1000      |                                                  |
| 25 января 2015     | Обстрел микрорайона Восточный в Мариуполе                                      | 31        | [ 107 ]                                          |
| 5 марта 2015       | Авария на шахте имени Засядько                                                 | 34        | [ 108 ]                                          |
| 3 марта 2017       | Авария на шахте «Львовуголь»                                                   | 8         | [ 109 ]                                          |
| 8 декабря 2019     | Пожар в Одесском колледже экономики                                            | 16        | [ 110 ]                                          |
| 9 января 2020      | Катастрофа Boeing 737 под Тегераном                                            | 176       | Среди жертв — 11 граждан Украины                 |
| 26 сентября 2020   | Катастрофа Ан-26 под Чугуевом                                                  | 26        | [ 112 ]                                          |
| 23 января 2021     | Пожар в доме для престарелых в Харькове                                        | 16        | [ 114 ]                                          |
| 14 июня 2023       | Ракетный удар по Кривому Рогу                                                  | 13        | [ 115 ]                                          |
| 9 июля 2024        | жертвы ракетной атаки 8 июля                                                   | 47        |                                                  |
| 6 апреля 2025      | жертвы ракетной атаки 4 апреля по Кривому Рогу                                 | 19        | [ 116 ]                                          |
| 14 апреля 2025     | жертвы ракетной атаки 13 апреля по Сумам                                       | 34        | [ 117 ]                                          |
| 25 апреля 2025     | Массированный ракетный обстрел Украины 24 апреля 2025                          | 13        |                                                  |
| 18 июня 2025       | Обстрел Украины 17 июня 2025 года                                              | 30        |                                                  |